# David King (Schauspieler)
David King (* 23. August 1930 in Rochester, Kent; † 4. März 1998 in London) war ein britischer Schauspieler.
Neben seiner Arbeit als Schauspieler war er Dichter und Klavierspieler. Er nahm zahllose Hörbücher für Blinde auf. King war auch rege in der Talentförderung tätig und hatte ein Talent für die Arbeit mit Tieren. In Der Bunker stellte er Hermann Göring dar. Er starb an einer Peritonitis.